# Selected Ambient Works 85-92
| Recensione          | Giudizio       |
| ------------------- | -------------- |
| AllMusic            |                |
| Blender             |                |
| Pitchfork           | (9.4/10)       |
| Slant Magazine      |                |
| Rolling Stone       |                |
| Q Magazine          |                |
| Sputnikmusic        |                |
| Record Collector    |                |
| Spin                |                |
| adriandenning.co.uk |                |
| Ondarock            | Pietra Miliare |

Selected Ambient Works 85–92 (solitamente abbreviato SAW85–92 o SAW 1) è un album ambient techno scritto e prodotto da Richard D. James sotto il suo pseudonimo di Aphex Twin; è il suo terzo lavoro sotto questo pseudonimo. È stato registrato nel 1992 per l'etichetta belga techno R&S Records, e rimasterizzato digitalmente nel 2008.

## Descrizione
Dopo aver fatto esperienza come disc jockey nel mondo dei club e, successivamente, nella scena underground dei primi anni novanta, James pubblicò SAW 85-92 contenente principalmente brani strumentali.
Le canzoni sono più veloci e molto più orientate su suoni di percussioni rispetto ai primi e precedenti lavori ambient di musicisti come Brian Eno. A questi modelli è più simile l'album seguente di James, Selected Ambient Works Volume II, che è a sua volta il proseguimento di questo disco. SAW 85-92 è una raccolta di tutte le sue sperimentazioni ambient, per la maggior parte composte da James dopo le sue esperienze come disc jockey, ma in alcuni casi, come recita il titolo, a partire dal 1985, all'età di 15 anni.
Nel 2006 è stata pubblicata una versione in vinile 12", mentre nel 2008 è uscita, sempre per la R&S, una versione rimasterizzata del CD.
Nonostante l'album sia principalmente composto da brani strumentali, in alcune tracce sono presenti campionamenti vocali. Xtal è composta da una voce sintetica femminile alternata ad una composizione strumentale, che si ripetono a loro volta alternatamente nella canzone. Tha contiene alcuni spezzoni di voci confuse di più persone, una delle quali è probabilmente James stesso, mentre in Actium sono campionati alcuni suoni come il cigolio delle scarpe su un pavimento liscio. We Are the Music Makers contiene il campionamento di un dialogo del film Willy Wonka e la fabbrica di cioccolato. Questo campionamento venne usato in precedenza nel brano Nephatiti degli 808 State. Il gruppo influenzò James, tanto che un loro brano, Flow Coma, venne da lui remixato ed incluso nella sua compilation 26 Mixes for Cash. Green Calx contiene dei campionamenti sonori da alcune scene del film RoboCop: quella in cui il robot ED-209 tenta di scendere le scale senza successo e quella in cui RoboCop consulta l'archivio della polizia. Il brano inoltre contiene un vago campionamento della canzone Fodderstompf dei Public Image Ltd., che fa anche da sfondo per i titoli d'apertura del film di John Carpenter, La Cosa.
We Are the Music Makers è stato anche remixato da James con il suo pseudonimo Caustic Window, utilizzato nelle sue produzioni con l'etichetta Rephlex. La versione remixata, dal titolo We Are the Music Makers (Hardcore Mix) è più veloce dell'originale e contiene sonorità completamente rinnovate (gli unici punti in comune fra le due versioni sono la strumentazione con cui vengono eseguiti e il campionamento dal film Willy Wonka e la fabbrica di cioccolato). Si trova nel raro EP Joyrex J9ii e nella raccolta Compilation.

### Opinioni della Critica
Il sito Allmusic.com scrisse sull'album che «la qualità dei suoni era relativamente bassa», ma comunque quest'album è «una svolta per la musica ambient»., e David M. Pecoraro, della Pitchfork Media, disse che si trattava «della musica più interessante che era possibile creare con una tastiera e un computer». Rolling Stone definì l'album «maestoso».

## Tracce
1. Xtal – 4:54
2. Tha – 9:06
3. Pulsewidth – 3:46
4. Ageispolis – 5:23
5. i – 1:17
6. Green Calx – 6:05
7. Heliosphan – 4:51
8. We Are the Music Makers – 7:43
9. Schottkey 7th Path – 5:08
10. Ptolemy – 7:10
11. Hedphelym – 6:00
12. Delphium – 5:26
13. Actium – 7:32